# 茂村華奈
茂村 華奈（もむら かな、1967年11月10日 - ）は、日本のフリーアナウンサー。
初の女性競輪実況アナウンサーとして知られる。

## 来歴
徳島県阿南市出身、在住。
元々喋ることが好きで、高校を卒業してからアナウンスの専門学校に通ったほか、ラジオ番組にもアシスタントとして出演した経験がある。たまたま広告誌に載っていたという有線の競輪放送のテスト番組アシスタント募集の記事を見て応募したところ、採用される。当時の小松島競輪場にはレース実況の担当者が常時おらず、ちょうど小松島においてもテレドームの電話サービスの導入が決定した時期だったこともあり、競輪場の方から実況アナウンサーとしてオファーを受けたことがきっかけとなった。
女性としては初、また就任当時としては唯一の、競輪実況アナウンサーとなったが、そもそも競輪に関しては有線で競輪番組を担当していたとはいえ、実況をこなせるほど競輪に関する知識はなかったこともあり、実況デビューとなった1998年の最初のレースでは号砲後20秒間一言も発しなかったなどというエピソードがある。
それからは他の競輪場のレース実況を聴きに行くなどして勉強を重ね、第一回実況アナウンサーファン投票において全国4位に推されたほか、2004年にはファン投票で1位に入るなど、長きにわたり小松島競輪のPR塔としても活躍。
ただ、50歳を過ぎてから体力・気力の衰えを感じるようになり、レース実況を引退することも頭によぎったが、長年一人で実況をやってきた中で誰にもバトンタッチできずに引退することが悔しく感じていたのも事実であった。そんな中で、小松島競輪場で初のガールズケイリン選手となった岩原紗也香の姿を見て「レース実況向き」と感じたことから、岩原が現役引退した直後に声を掛け、レース実況アナウンサーを薦めた。岩原もそれに応え、レース実況の勉強を重ね、また自らが競輪場関係者との折衝にも尽力したことで、岩原がレース実況アナウンサーとしてデビューするきっかけを作った。岩原は2022年11月に「試験起用」という形でレース実況を担当したが、好評であったためそれ以降も幾つかレース実況を担当するまでになった。
レース実況については2022年12月を最後に遠ざかり、その後は岩原が『一本立ち』したこともあって、実況を始めてから25年を迎える2023年3月末をもって、契約満了により競輪実況アナウンサーを引退した。ただ、その岩原が同年10月2日から4日まで松戸競輪場で開催された第1回オールガールズクラシックの実況を担当することになったため、10月1日に開催された小松島FII（ミッドナイト競輪）最終日のみピンチヒッターとして実況に復帰した。